# Vanha-Espoo

## Présentation
Vanha-Espoo (suédois : Gamla Esbo) est un district de la ville d'Espoo qui regroupe les quartiers de  Espoon keskus, Gumböle, Högnäs, Järvenperä, Karhusuo, Karvasmäki, Kaupunginkallio, Kolmperä, Kunnarla, Kuurinniitty, Muurala, Nupuri, Nuuksio, Siikajärvi, Vanha-Nuuksio et Ämmässuo.
Le district compte 39 908 habitants (31.12.2016) pour une superficie de 96,5 km2 (31.12.2004).
Les districts limitrophes de Vanhan-Espoo sont Suur-Leppävaara, Suur-Tapiola, Suur-Matinkylä, Suur-Espoonlahti, Suur-Kauklahti, Pohjois-Espoo c'est-à-dire tous les autres districts de Espoo. Vanhan-Espoo voisine aussi la ville de Kauniainen.

## Galerie

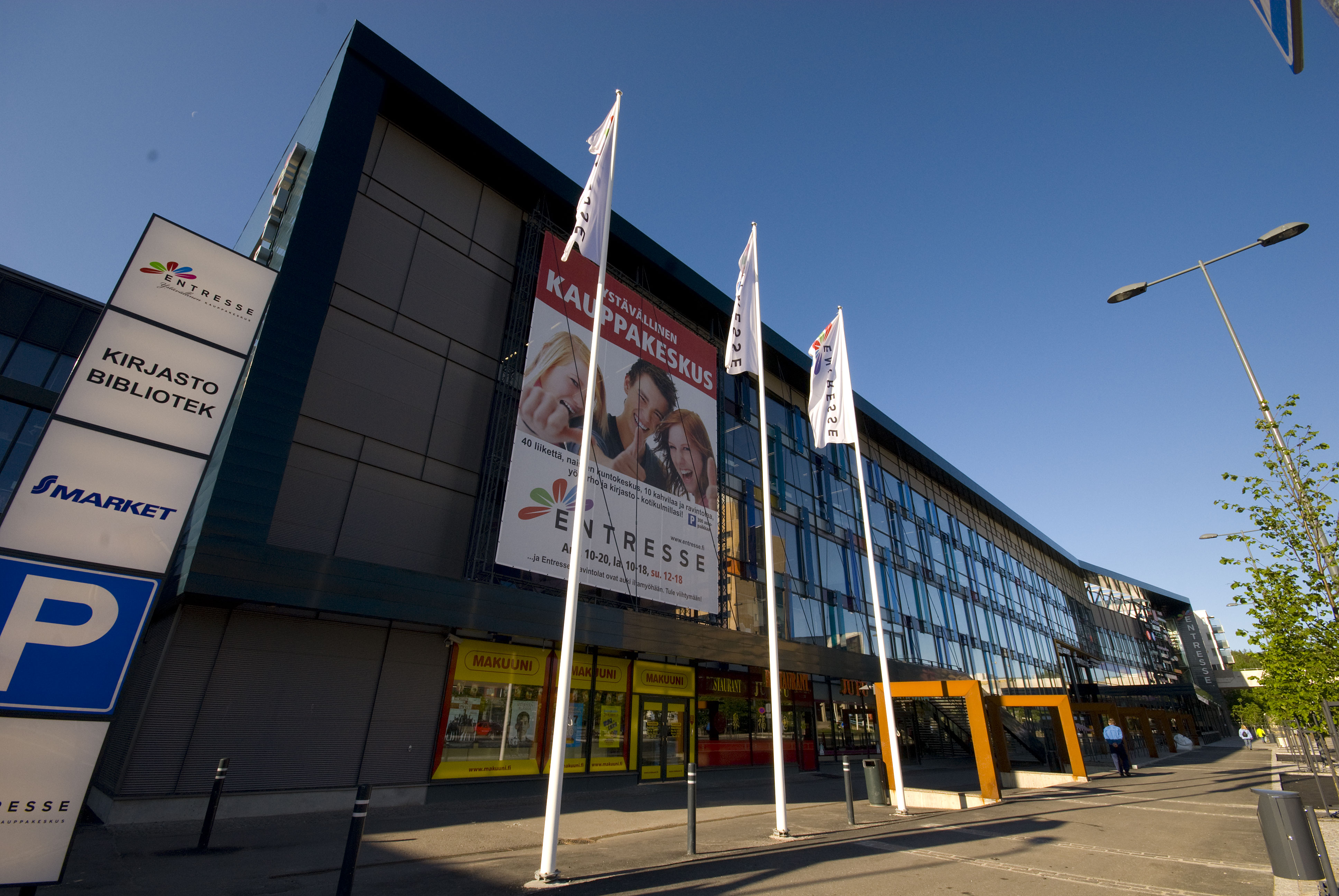
Centre commercial Entresse.
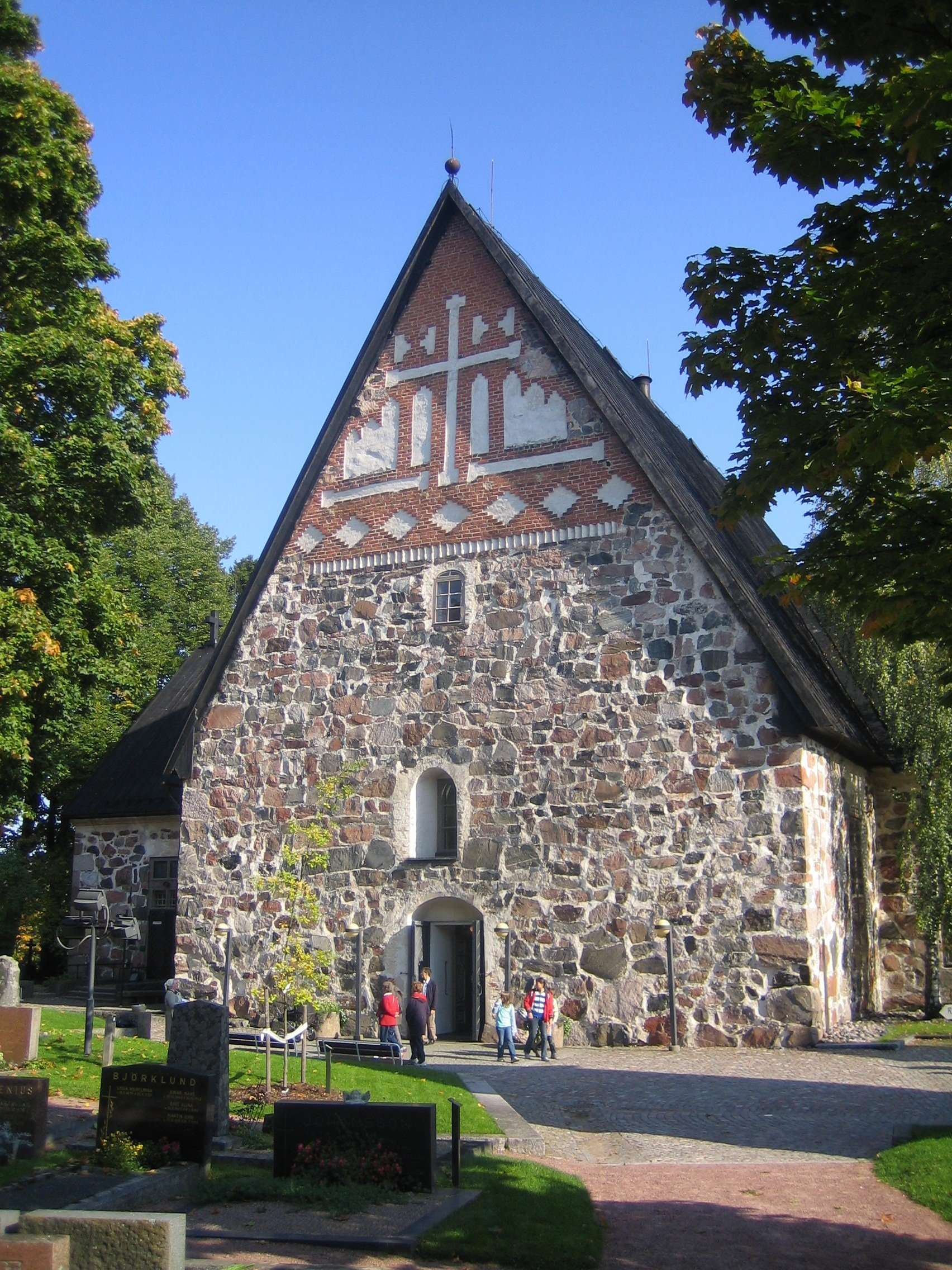
Cathédrale d'Espoo
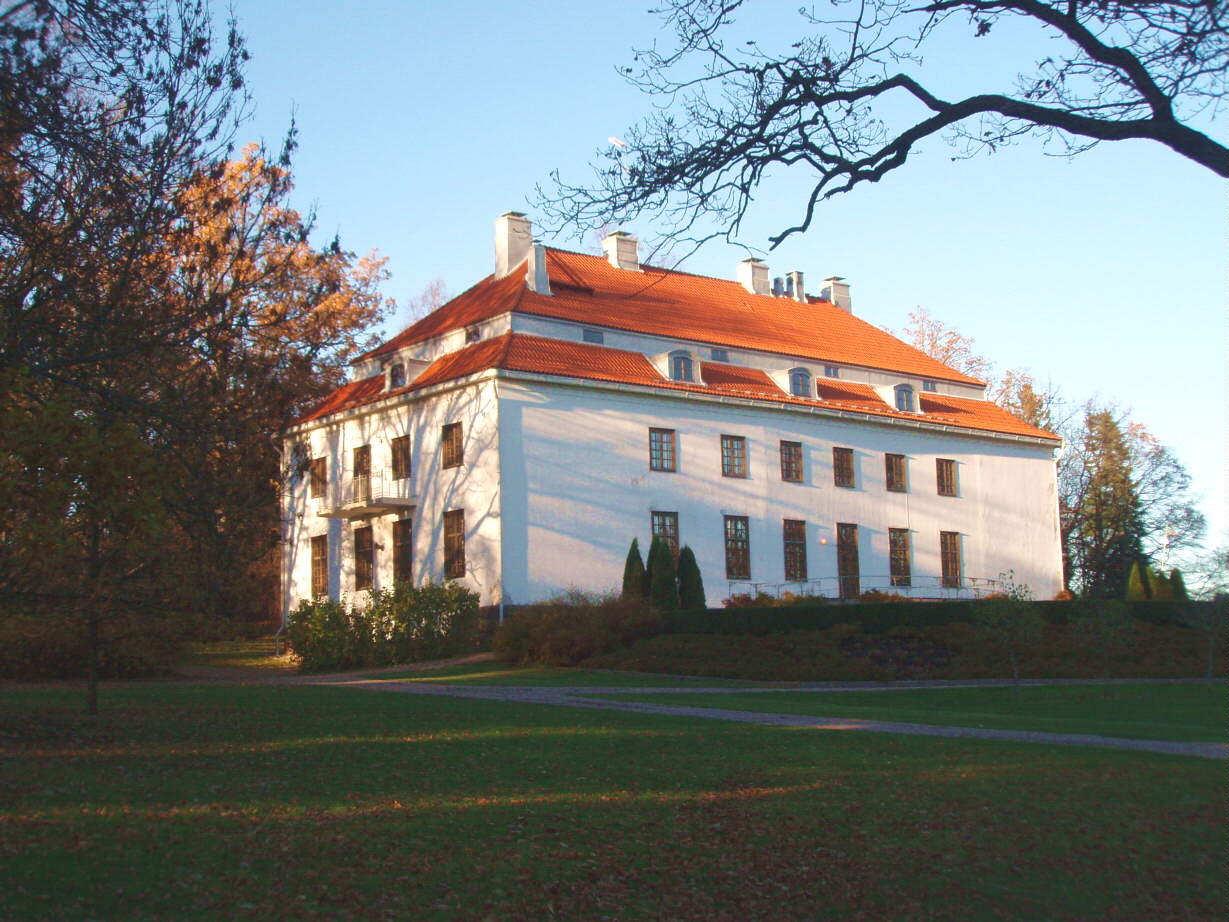
Manoir de Träskända.
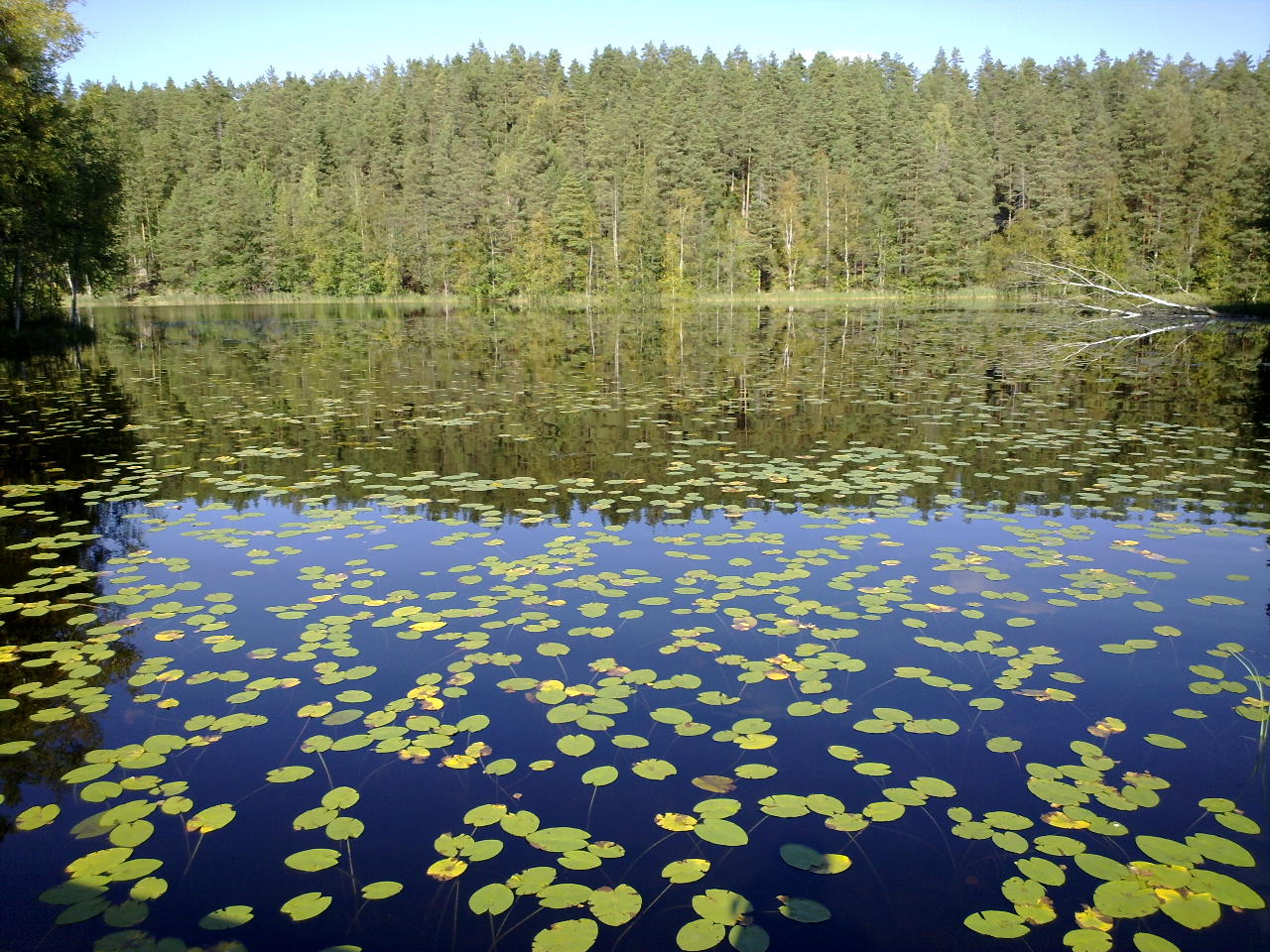
Parc national de Nuuksio